# Piłsudski-halom
A Józef Piłsudski-halom (korábbi más nevei: Függetlenségi halom, Szabadság-halom, Sírhalom) (lengyelülː Kopiec Niepodległości im. Józefa Piłsudskiego, Kopiec Niepodległości, Kopiec Wolności, Sowiniec, Mogiła Mogił) Józef Piłsudskiról elnevezett emlékhalom Krakkóban. A Zwierzyniec kerületben, a Sowiniec-domb tetején áll. Ez a legnagyobb emlékhalom Lengyelországban. A közelében található a Wolski erdő és a krakkói állatkert.

## Története
1934-ben a Lengyel Légiósok Egyesülete (Związek Legionistów Polskich) vetette fel a gondolatot, hogy állítsanak emlékhalmot a nemzeti függetlenségi harcok tiszteletére. Ezt követően Varsóban megalakult az építésért felelős állami bizottság (Komitet Budowy Kopca), melynek vezetője Walery Sławek ezredes lett. Az emlékmű építését 1934. augusztus 6-án kezdték meg annak a napnak a 20. évfordulóján, amikor megalakult Piłsudski első légiója (Pierwsza Kompania Kadrowa) az első világháború kitörése miatt.
Piłsudski 1935-ben elhunyt. A halála után úgy döntöttek, hogy a halom az ő nevét is viselje. Az építést 1937. július 9-én fejezték be, s a világháború valamennyi olyan csatateréről hoztak ide földet, ahol lengyelek harcoltak. A mesterséges domb tervezője Franciszek Mączyński, tájépítésze Romuald Gutt volt.
A második világháború idején a hatóságok igyekeztek eltüntetni a halmot a tájképből és a polgárok tudatából. 1941-ben Hans Frank, Lengyelország főkormányzója rendeletet adott ki, hogy bontsák le, de nem került sor ennek a végrehajtására.
1953-ban ledöntötték a halom tetején álló, a lengyel légiókra emlékeztető keresztet és vésett gránitlapot.
1980-1981 folyamán javítási, felújítási munkákat végzetek a halmon. Ekkor a II. világháborús harcterekről származó földet építettek bele.
1996-ban, majd 1997-ben heves esőzések voltak Krakkóban. Az erózió megbontotta a halom lejtőit és jelentős károk keletkeztek benne. A következő 5 évben helyreállítási munkákat végeztek rajta. 2010-ben ismét kárt tett az emlékműben az időjárás.

## Galéria

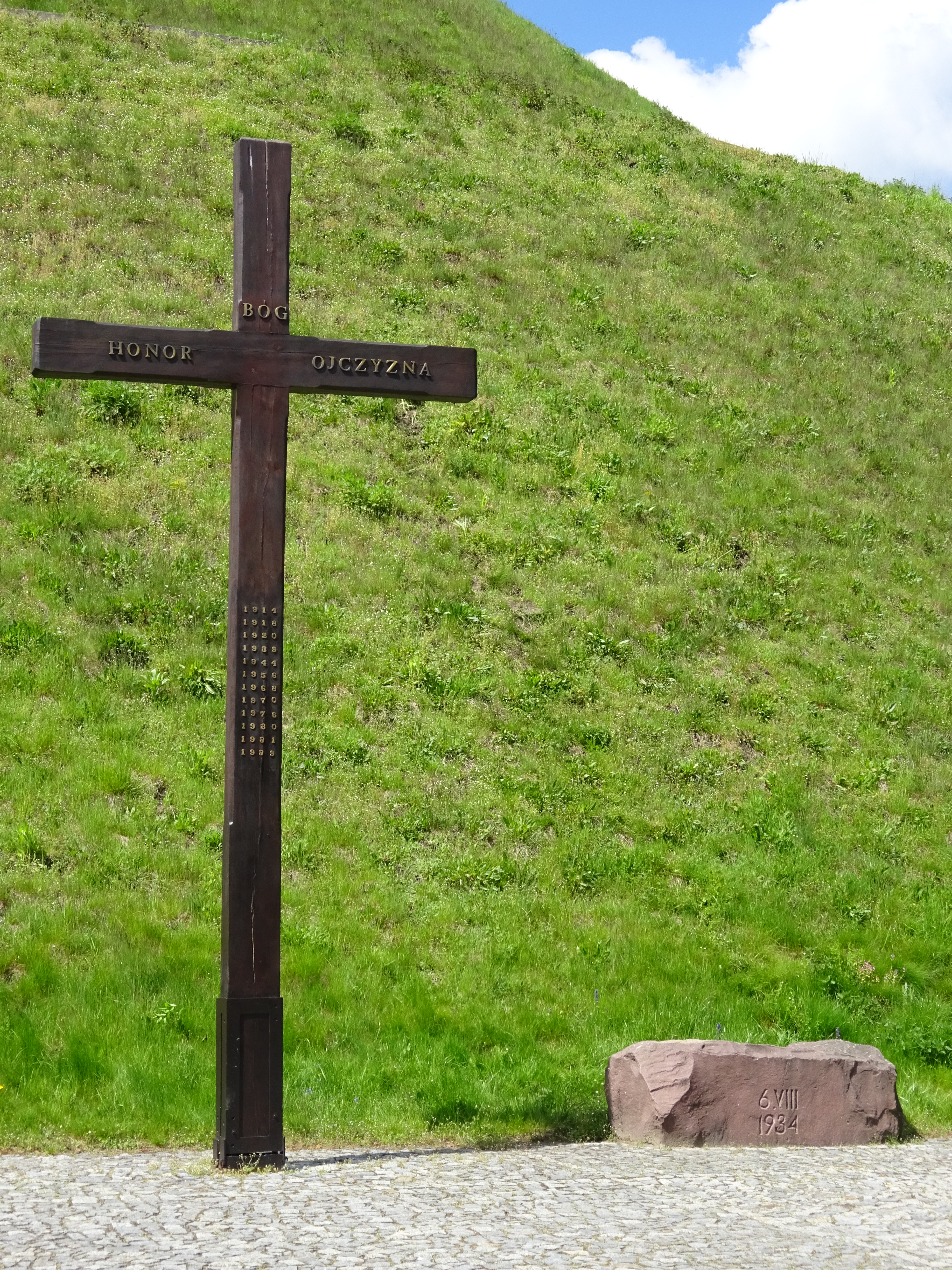
Kereszt a halom lábánál
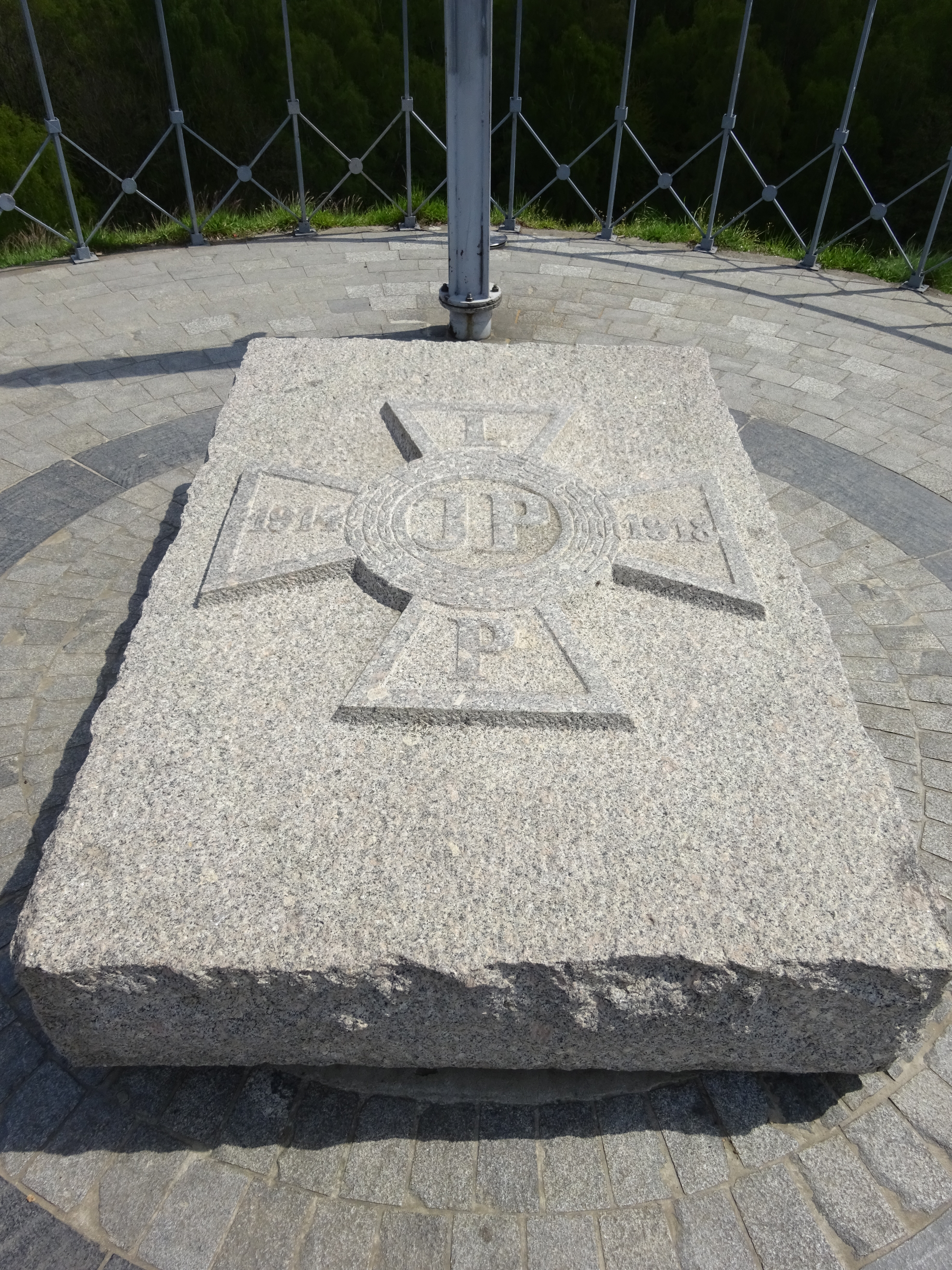
Kőlap faragott kereszttel a halom tetején
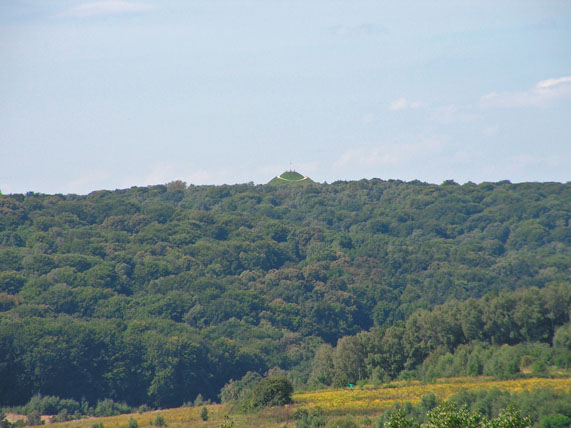
A halom látképe a Kościuszko-halomról
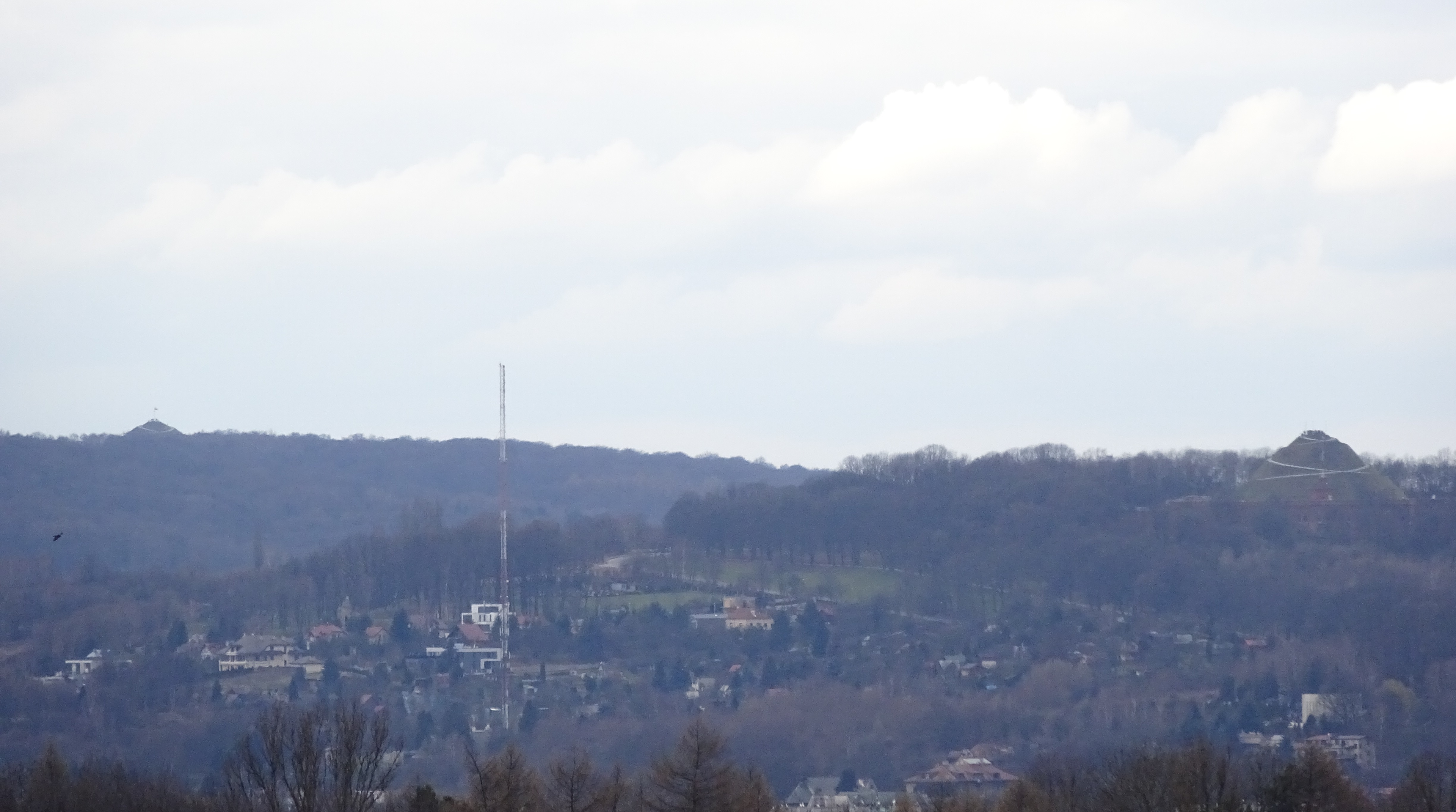
A Piłsudski és Kościuszko-halom látképe a Krakus-halom felől
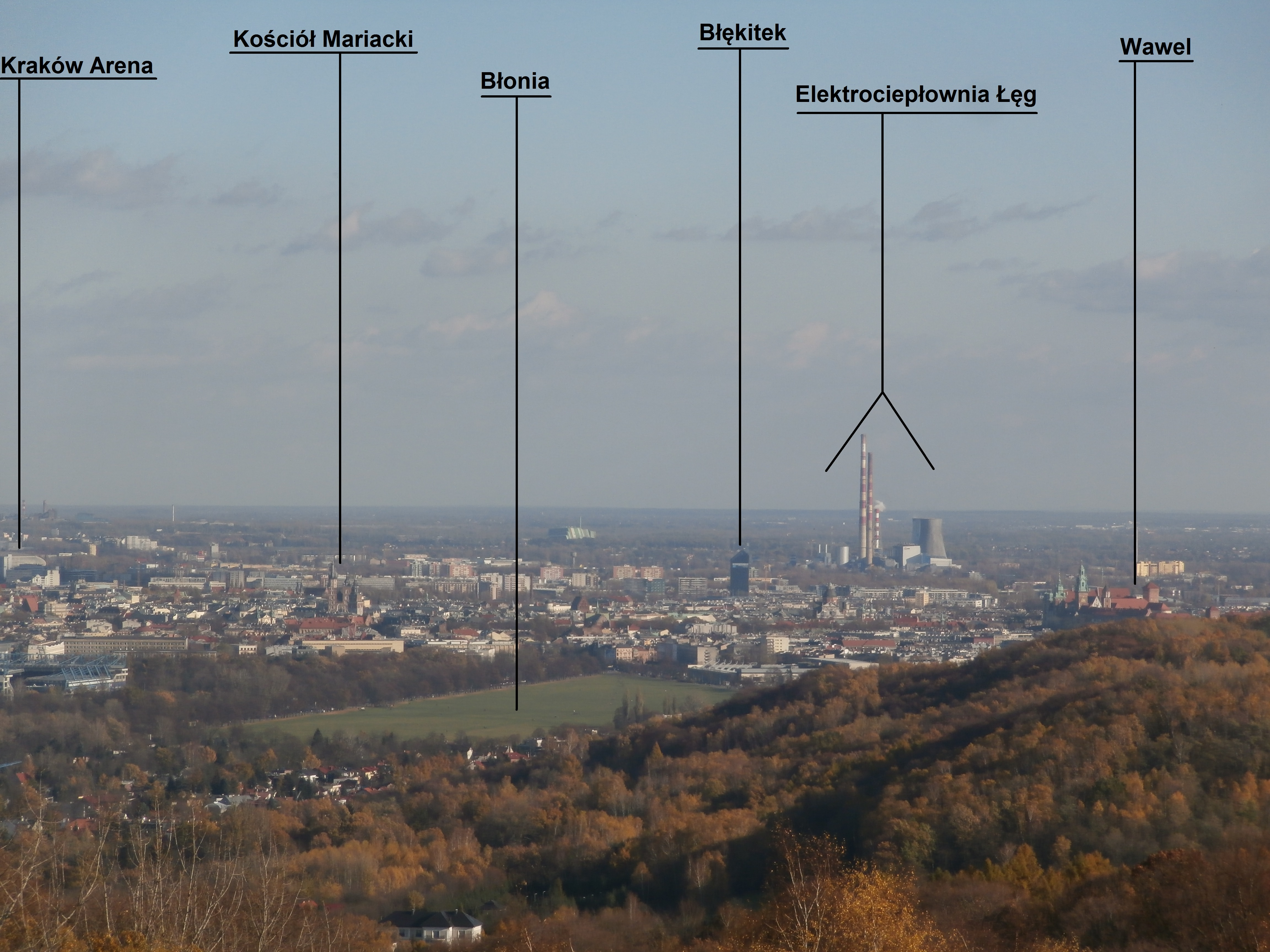
Krakkói panoráma a halomról

## Fordítás
- Ez a szócikk részben vagy egészben a Kopiec Piłsudskiego w Krakowie című lengyel Wikipédia-szócikk ezen változatának fordításán alapul.  Az eredeti cikk szerkesztőit annak laptörténete sorolja fel. Ez a jelzés csupán a megfogalmazás eredetét és a szerzői jogokat jelzi, nem szolgál a cikkben szereplő információk forrásmegjelöléseként.